# مونتسه ریبه
مونتسه ریبه (اسپانیایی: Montse Ribé‎؛ زادهٔ ۱۹۷۲ میلادی) یک چهره‌پرداز مشهور و هنرپیشه اهل اسپانیا است.
وی در سال ۲۰۰۶ میلادی بابت چهره‌پردازی فیلم هزارتوی پن برندهٔ جایزه اسکار بهترین چهره‌پردازی و آرایش مو شد.
مونتسه ریبه یکی از ۱۱۵ هنرمندی بود که در سال ۲۰۰۷ میلادی، از آنان برای پیوستن به آکادمی علوم و هنرهای سینما دعوت شد.
او، طراحِ تندیسِ جایزه گائودی است.
مونتسه ریبه در فیلم پسر جهنمی ۲: ارتش طلایی هم بازی کرده‌است.